# Jamestown (Australia)
Jamestown è una città dell'Australia Meridionale (Australia); essa si trova 210 chilometri a nord-est di Adelaide ed è la sede della Municipalità di Northern Areas. Al censimento del 2006 contava 1.407 abitanti.